# 第43回日本レコード大賞
第43回日本レコード大賞（だい43かいにほんレコードたいしょう）は、2001年（平成13年）12月31日にTBS Bスタジオ・赤坂BLITZで行われた、43回目の『日本レコード大賞』である。

## 概要
第43回の大賞は、浜崎あゆみの「Dearest」に決定した。浜崎は初の受賞。エイベックスは3年ぶりの受賞となった。
前年まで3年連続で出場したモーニング娘。は、スケジュールの調整がつかず今回の授賞式出演を辞退すると所属レコード会社のゼティマ（現・アップフロントワークス）が発表した。また、CHEMISTRYも辞退宣言した。
視聴率は14.0%と昨年と変わらず。
安住紳一郎が男性アナウンサーとしては山本文郎以来となるサブ司会に就任。
この回より系列BSデジタル放送・BS-i（現・BS-TBS）でも2005年・第47回まで5年間サイマル放送が行われた。

## 司会
- 堺正章
- 米倉涼子
- 安住紳一郎（TBSアナウンサー）
- 小倉弘子（TBSアナウンサー）
- ラジオ中継担当・小島一慶

## 受賞作品・受賞者一覧

### 日本レコード大賞
- 浜崎あゆみ「Dearest」
- 作曲：CREA + D・A・I
- 編曲：Naoto Suzuki
- 作詩：ayumi hamasaki
- プロデューサー：MAX MATSUURA
- プロダクション：
- レコード会社：エイベックス

### 最優秀歌唱賞
- 田川寿美「海鳴り」

### 最優秀新人賞
- w-inds.「Paradox」

### 金賞（大賞ノミネート作品）
- Every Little Thing「fragile」
- 川中美幸「大河の流れ」
- 木村弓「いつも何度でも」
- 桑田佳祐「白い恋人達」
- 田川寿美「海鳴り」
- DA PUMP「Steppin' and Shakin'」
- 天童よしみ「春が来た」
- 浜崎あゆみ「Dearest」
- 原田悠里「三年ぶりの人だから」
- 氷川きよし「大井追っかけ音次郎」
- hitomi「IS IT YOU?」
- hiro「Your innocence」

### 新人賞（最優秀新人賞ノミネート）
- w-inds.
- 音羽しのぶ
- ZONE

### ベストアルバム賞
- ゴスペラーズ「Love Notes」

### 特別賞
- Re:Japan「明日があるさ」
- N.M.L.「ZERO LANDMINE」

### 吉田正賞
- 杉本眞人

### 作曲賞
- 菊池一仁「fragile」（歌・Every Little Thing）

### 編曲賞
- 若草恵（「夢の涯て～子午線の夢～」（歌・小林幸子）

### 作詩賞
- 鬼束ちひろ「眩暈」（歌・鬼束ちひろ）

### 企画賞
- 夢は今もめぐりて～小沢昭一がうたう童謡／小沢昭一／ビクターエンタテインメント株式会社
- 愛☆アリガトウ／キム・ヨンジャ／日本クラウン株式会社
- ヒロシ・ワールド・ゴールディーズ／ピアニスターHIROSHI／キングレコード株式会社
- 愛惜の譜／船村徹／有限会社喜怒哀楽社

### 功労賞
- 北島三郎
- 渡辺貞夫

### 特別功労賞
- 美空ひばり

### 特別選奨
- 船村徹

## TV中継スタッフ
- ナレーション：ケイ・グラント
- 構成：玉井貴代志／樋口弘樹、あべ
- 取材：三好千春、川上共子、村山由紀子
- 監修：小西良太郎
- 振付：花柳糸之、宮坂身志
- TP・TD：小林敏之（スタジオ）
- TP：佐藤満（中継）
- TD：高松央（スタジオ）、河野志朗（赤坂BLITZ）、中野剛一郎（渋谷・Q-FRONT）、青木葉吉樹（丸ノ内・東京ミレナリオ）
- カメラ：坂口司（スタジオ）、箸透（赤坂BLITZ）
- VE：奥村秀樹（スタジオ）、関昭一（赤坂BLITZ）
- 音声：高場英文（スタジオ）、柳澤任広（赤坂BLITZ）
- 照明：杉本三智夫（スタジオ）、高橋章（赤坂BLITZ）
- 音効：山下祐司（スタジオ）
- PA：宮坂修
- 回線：深澤友良
- オープニングCG：保坂久美子
- テクニカルCG：尾崎至晃
- 編集：白澤淳
- MA：栃本征男
- 美術プロデューサー：飯田稔
- 美術デザイナー：金子俊彦・古川雅之（スタジオ）、山口智広（赤坂BLITZ）
- 美術制作：安田和郎（スタジオ）、与田滋（赤坂BLITZ）
- 装置：石原隆（スタジオ）、淵脇臣吉（赤坂BLITZ）
- 装飾：高橋啓三（スタジオ）、石野隆一（赤坂BLITZ）
- 電飾：佐々木勉（スタジオ）、近藤博明（赤坂BLITZ）
- メカシステム：庄子泰広
- 特殊効果：永岡昇（スタジオ）、矢島克祐（赤坂BLITZ）
- VJ：EDP graphic works.
- 制作運営：高田卓哉、落合芳行、利根川展
- AP：長内信博、浅川寿人、福田日登美
- 制作スタッフ：鹿渡弘之
- 演出スタッフ：小関美保子、鮎川ひろ美、中山雅生、藤塚基広
- 公開：廣中信行
- TK：長谷川道子
- ディレクター：鈴木聡、玄馬康志、宮尾益実、大木真太郎、遠藤宗一、朝岡慶太郎、世良田光、安藤広孝
- 舞台監督：木田将也
- プロデューサー：大崎幹
- 総合演出：片山剛
- 技術協力：TBS-V（現・プロカム）、東放制作、東通、ティ・エル・シー、エヌ・エス・ティー、TAMCO、ダブルビジョン、ウィッシュ、エヌケイ特機、バリライト、東京舞台照明
- 制作協力：BMC
- 制作：TBSエンタテインメント（現・TBSテレビ）
- 製作著作：TBS
- 主催：社団法人 日本作曲家協会、日本レコード大賞制定委員会、日本レコード大賞実行委員会